# Tomasz Ściubak
Tomasz Ściubak (ur. 9 października 1982 r. w Bydgoszczy) – polski niepełnosprawny lekkoatleta specjalizujący się w pchnięciu kulą. Występuje w klasyfikacji F37.

## Życiorys
Lekkoatletykę zaczął trenować w 2015 roku, a rok później zadebiutował w zawodach międzynarodowych. Wystąpił wówczas na mistrzostwach Europy w Grosseto, zajmując czwarte miejsce w pchnięciu kulą (F37). Rok później powtórzył ten sukces podczas mistrzostw świata w Londynie.
W 2018 roku na mistrzostwach Europy w Berlinie po raz drugi z rzędu zajął miejsce poza podium w pchnięciu kulą (F37), tracąc 68 centymetrów do będącego na trzeciej pozycji Litwina Donatasa Dundzysa. Następnego roku w Dubaju podczas mistrzostw świata skończył konkurs na piątym miejscu, bijąc swój rekord życiowy, lecz po protestach zdyskwalifikowano Greka Apostolosa Charitonidisa. Ostatecznie Tomasz został sklasyfikowany na czwartej pozycji, co dało kwalifikację na igrzyska paraolimpijskie w 2020 roku.

## Wyniki
| Rok  | Zawody             | Miejscowość | Konkurencja          | Wynik | Pozycja    |
| ---- | ------------------ | ----------- | -------------------- | ----- | ---------- |
| 2016 | Mistrzostwa Europy | Grosseto    | Pchnięcie kulą (F37) | 13,12 | 4. miejsce |
| 2017 | Mistrzostwa świata | Londyn      | Pchnięcie kulą (F37) | 12,83 | 4. miejsce |
| 2018 | Mistrzostwa Europy | Berlin      | Pchnięcie kulą (F37) | 12,70 | 4. miejsce |
| 2019 | Mistrzostwa świata | Dubaj       | Pchnięcie kulą (F37) | 13,54 | 4. miejsce |